# Баја Банге Намкосе
Баја Банге Намкосе (Суботица, 31. јул 1980) српска је телевизијска водитељка и глумица.

## Биографија
Прве глумачке кораке начинила је у КПГТ-у. Остварила је мање улоге у филмовима Муње! и Мртав ’ладан.
Завршила је основне и мастер студије комуникологије на Факултету политичких наука у Београду.
С очеве стране води порекло из Централноафричке Републике коју је посетила након улоге у трећој сезони телевизијске серије Војна академија. Има две ћерке.
Неколико година радила је као водитељка на Спорт клубу. Стекла је звање инструкторке јоге, а на Новој С је водила ауторску емисију Баја и јога. Од октобра 2022. је једна од водитељки емисије Donna на телевизији Una.

## Улоге

### Позоришне представе
| Наслов         | Улога             | Редитељ       | Позориште | Премијера         |
| -------------- | ----------------- | ------------- | --------- | ----------------- |
| Сан летње ноћи | Пук               | Љубиша Ристић | КПГТ      | 5. октобар 1995.  |
| Бубњеви у ноћи | Продавачица цвећа | Саша Габрић   | КПГТ      | 14. октобар 1995. |

### Филмографија
| Год.  | Назив                    | Улога                           |
| ----- | ------------------------ | ------------------------------- |
| 2001. | Муње!                    |                                 |
| 2002. | Мртав ’ладан             | Милица                          |
| 2002. | Мртав ’ладан (серија)    | Милица                          |
| 2017. | Војна академија (серија) | Поручница Лариса Сисоко Бенгаја |
| 2018. | Надолазећи               | Краус                           |